# Кьотей
Кьотей (яп. 競艇) , буквально «перегони на човнах» і згадуються як ПЕРЕГОНИ НА ЧОВНАХ, — це подія з перегонів на гідролітаках, яка в основному проводиться в Японії . Це один із чотирьох японських "Public Sports" (яп. 公営競技, kōei kyōgi) , які є спортивними подіями, де ставки на однакову суму є законними.

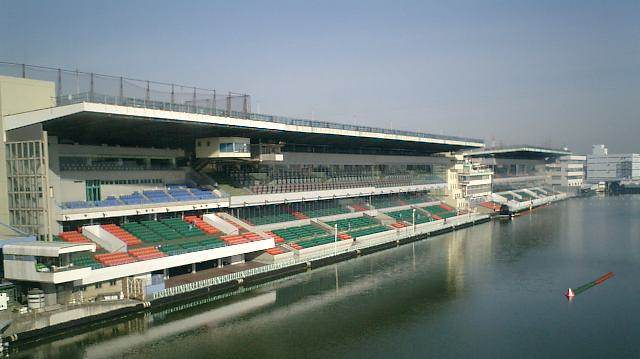
Курс для човнових перегонів (кьотей) у Суміное, Осака.

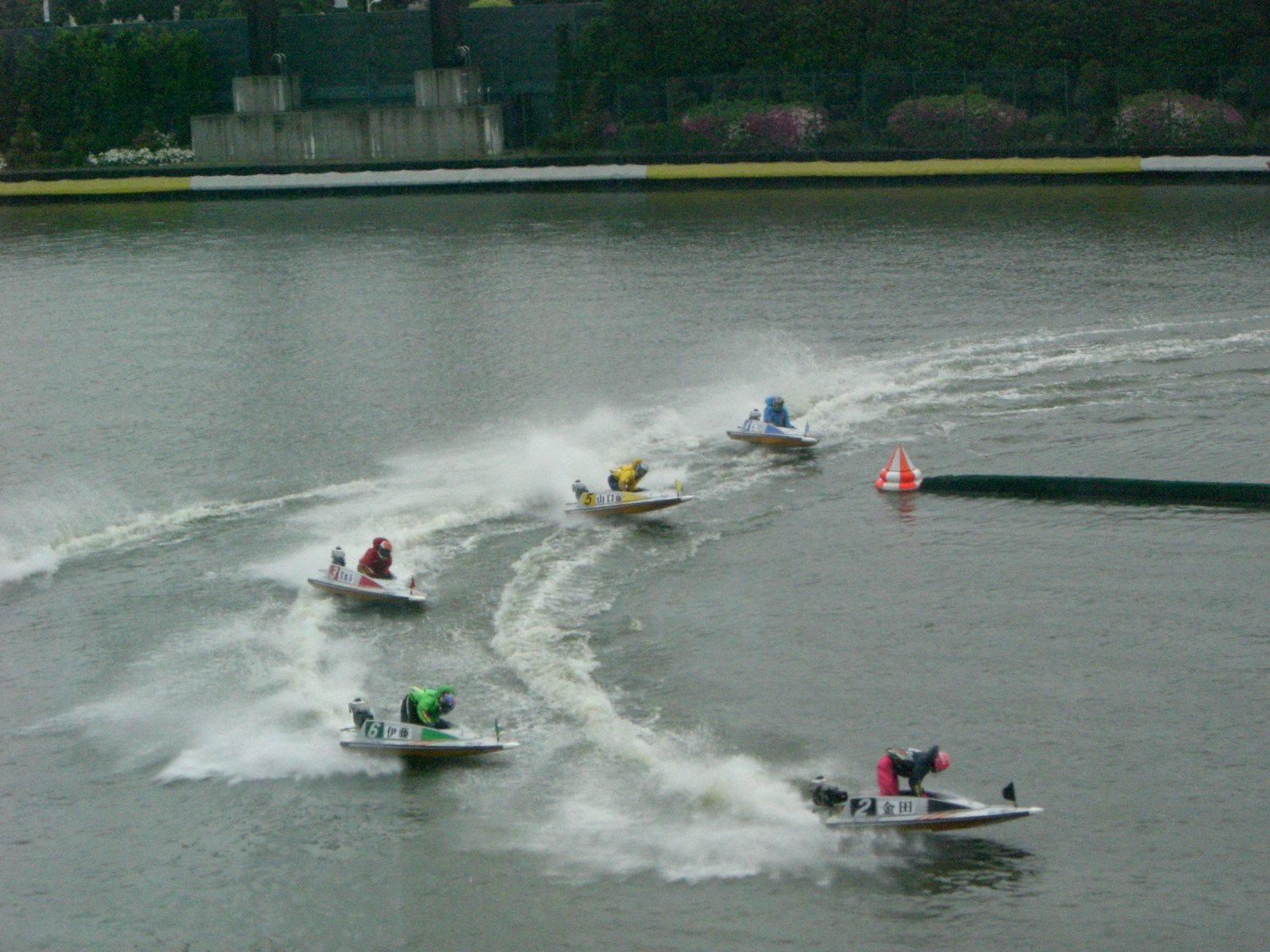
Учасники Кьотей летять за рогом у Suminoe.

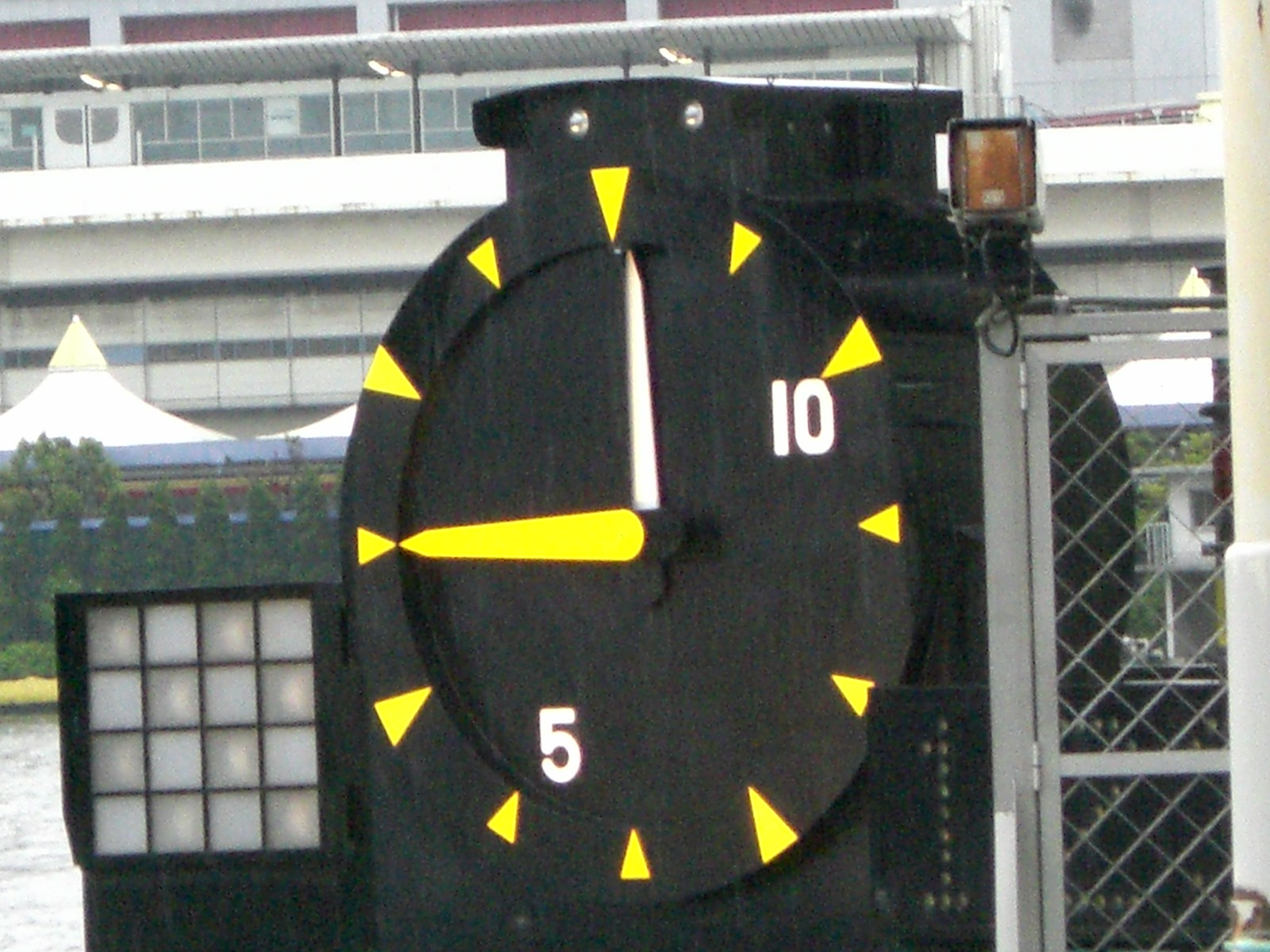
Для зворотного відліку до початку кожної гонки використовується великий годинник.

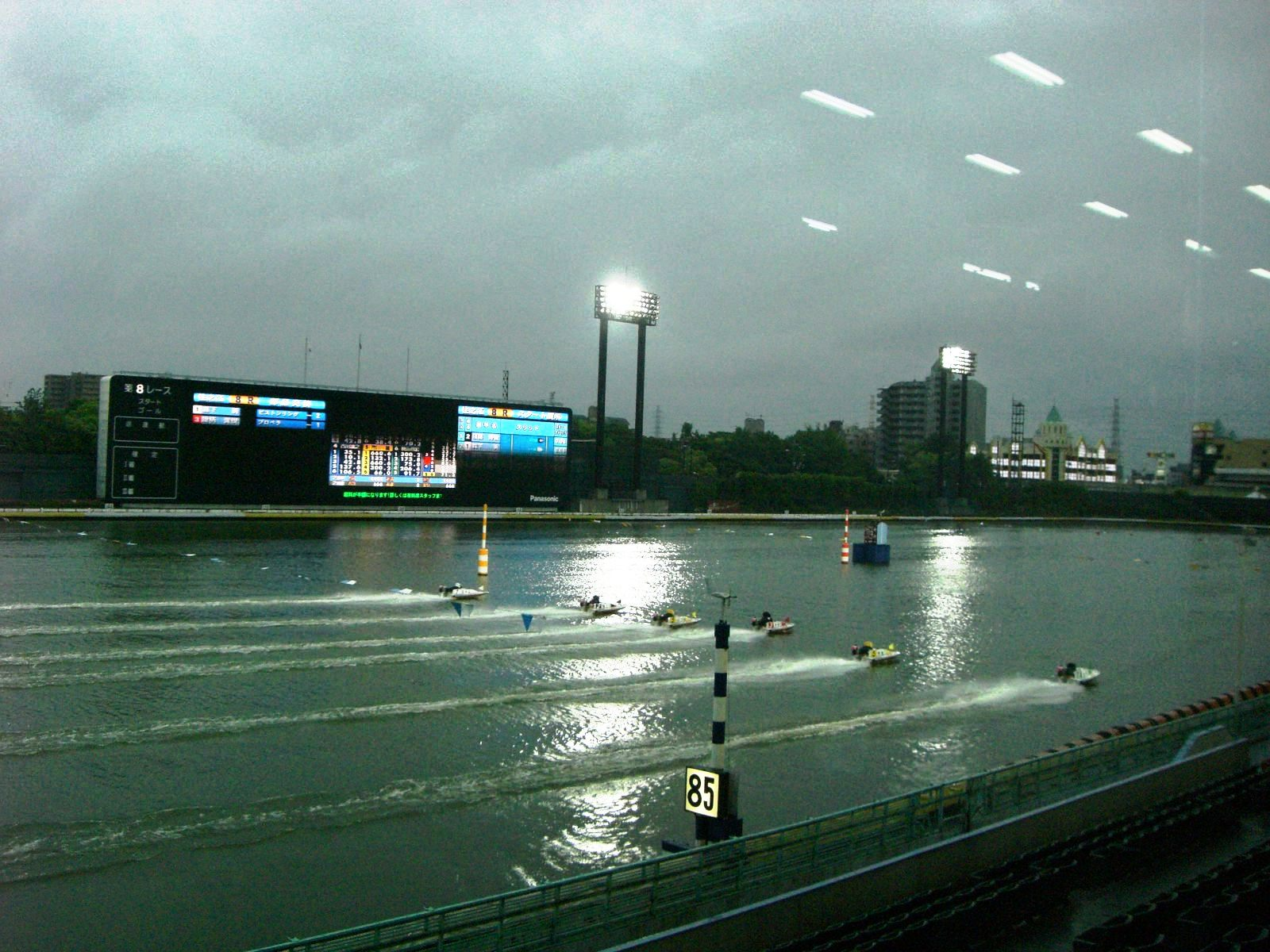
Нічні Кьотей на Суміному.

Кьотей був представлений в Японії в квітні 1952 року, коли відбулися перші перегони на стадіоні Ōmura Kyōtei в місті Ōmura, префектура Нагасакі.
У квітні 2010 року, щоб популяризувати цей вид спорту серед широкого кола людей, а також на міжнародному рівні, Асоціація сприяння розвитку спорту Кьотей почала називати цей вид спорту ПЕРЕГОНИ НА ЧОВНАХ, а сама організація була перейменована на Асоціацію сприяння ПЕРЕГОНИ НА ЧОВНАХ. У Японії є 24 стадіони кьотей, усі вони називаються курсами для ЧОВНОВИХ ПЕРЕГОН.

## Перегони Кьотей
Перегони Кьотей проводяться на штучних озерах з 600-метровим овальним маршрутом для човнів. Шість човнів долають три кола по дистанції (1 800 метрів). Зазвичай перегони закінчуються приблизно за дві хвилини.
На Кьотей використовується система «літаючого старту» для початку перегонів. Як тільки учасники отримують сигнал до виходу з доків, вони маневрують своїми човнами, намагаючись зайняти стартову позицію, поки великий годинник, розташований на лінії старту/фінішу, починає однохвилинний зворотний відлік. Стартові позиції зазвичай визначаються за 30 секунд до того, як годинник досягне нуля, а за 12 секунд, що залишилися, човни починають мчати до лінії старту на повній швидкості. Човни повинні перетнути лінію старту протягом однієї секунди після того, як годинник досягне нуля. Якщо човен перетинає лінію занадто рано — фальстарт (フライングスタート, furaingu sutāto, «Летючий старт»), або перетинає лінію занадто пізно — так званий «пізній старт» (出遅れ, deokure), він викреслюється з перегонів, а ставки на нього повертаються. Японський термін для цього виключення — «відсутність повернення» (返還欠場, henkan ketsujō). У певному сенсі систему «літаючого старту» можна порівняти з мобільним стартом, який використовується в перегони на конях.
Як тільки гонка починається, човни борються за найкращу позицію, входячи в перший поворотний маркер. Переможці перегонів часто визначаються на першому ж повороті. Перший човен, який перетнув лінію після трьох кіл, стає переможцем, а перші три фінішери визначають виплати за ставками.
Якщо човен створює перешкоди іншим човнам, потрапляє в аварію або стає недієздатним, його дискваліфікують (失格, shikkaku).
Перед початком перегонів учасники проводять тренувальний старт і проходять кілька кіл по дистанції, щоб відпрацювати проходження прямих і поворотів. Це гарантує, що їхні човни функціонують належним чином, а також надає корисну інформацію для публіки, яка робить ставки. Під час тренування для кожного човна засікається час проходження 150 метрів по прямій, який оголошується публіці. Крім того, учасники не штрафуються за помилкові або пізні старти під час тренувального запливу.
Учасникам випадковим чином присвоюється двигун та човен, які вони будуть використовувати в день перегонів. Учасники можуть налаштовувати власні двигуни між виставковим заїздом та перегонами. До 2012 року їм також дозволялося використовувати власні гвинти.
Як і в інших видах водного та наземного автоспорту, де мінімальна суха вага включає водія, правила вимагають, щоб чоловіки важили 50 кг або більше, а жінки — 47 кг або більше. Якщо учасник не відповідає мінімальній вазі, його човен буде завантажений додатковим баластом, щоб компенсувати цю вагу.

## Конкуренти
Кожному гонщику, який бере участь у Kyōtei, присвоюється ранг. Ранги йдуть зверху вниз: A1, A2, B1 і B2. Результати кожного учасника протягом шести місяців визначають, чи буде він підвищений, понижений або збереже той самий ранг. Гонщикам вищих класів А дозволяється брати участь у більшій кількості перегонів частіше.
Кожен турнір має одне з п'яти позначень: SG (Special Grade), G1, G2, G3 та General. Змагання SG проводяться близько восьми разів на рік і відкриті лише для спортсменів найвищого рівня А1 кьотей. Останній великий турнір року, Гран-прі, визначає чемпіона року за кількістю виграних призових.
Унікальним аспектом цього виду спорту є те, що жінки можуть змагатися на рівних з чоловіками. Оскільки вага гонщиків має велике значення у перегонах на гідролітаках, жінки, які часто легші за своїх колег-чоловіків, мають певні переваги. Приблизно 10 % гонщиків Кьотеї — жінки.
Підготовка учасників Kyōtei проводиться в школі Yamato Kyōtei (школа підготовки човнових спортсменів) у місті Янагава, префектура Фукуока.